# Matrimoni entre persones del mateix sexe al Regne Unit
En l'actualitat la legislació del Regne Unit és una de les més liberals del món respecte a l'homosexualitat, però els homosexuals britànics han hagut de recórrer un llarg camí de reivindicació i lluita perquè fos així. A Anglaterra i Gal·les no es van suprimir les lleis de sodomia fins a 1967; a Escòcia el 1979 i a Irlanda del Nord al 1982. Es va igualar l'edat de consentiment sexual dels homosexuals al 1998 després d'una condemna del Tribunal Europeu de Drets Humans, i no s'eliminaren les darreres discriminacions del codi penal fins a la reforma del 2003.
El 18 de novembre de 2004 s'hi aprovà la llei d'unió civil que permetia la legalització de les parelles homosexuals, aplicable en tot el territori del Regne Unit. Encara que la llei no denomina a aquestes unions matrimoni, concedeix tots els drets i beneficis matrimonials als contraents, com deduccions d'imposts, seguretat social, pensions i drets d'herència, inclòs el dret d'adopció, que també poden exercir les persones solteres.
La primera unió s'hi produí el 5 de desembre del 2005 entre Matthew Roche i Christopher Cramp a l'hospital St. Barnabas de Worthing, West Sussex. En aquest cas es va fer una excepció en l'espera de 15 dies perquè un dels contraents patia una malaltia terminal, que li causaria la mort l'endemà. Les primeres unions civils efectuades en el període preceptiu després de l'entrada en vigor tingueren lloc el 19 de desembre a Irlanda del Nord, el 20 a Escòcia i l'endemà a Anglaterra i Gal·les.
En el primer mes d'aplicació de la llei n'hi hagué dues mil unions, entre les quals destacà la del músic Elton John. La primera demanda de divorci es va presentar al juny del 2008 i va ser protagonitzada per la parella formada per l'actor Matt Lucas i Kevin McGee.
El 17 de juliol de 2013 Isabel II del Regne Unit va sancionar la llei que permet el matrimoni entre persones del mateix sexe per a Anglaterra i Gal·les, i entrà en vigor el 29 de març de 2014.
El 4 de febrer de 2014 el Parlament escocés aprovà la seua llei de matrimoni entre persones del mateix sexe.
L'1 de maig de 2013 l'Assemblea d'Irlanda del Nord va votar en contra de l'aprovació del matrimoni entre persones del mateix sexe.
El 17 de març de 2011 la Comissió per a la Igualtat i els Drets Humans de Gran Bretanya feu públic un informe en què recomanava al govern d'Escòcia la total equiparació del matrimoni per a les parelles del mateix sexe.
El Partit Nacional Escocés i els Laboristes prometeren estudiar l'accés al matrimoni per a les parelles homosexuals; mentre que el Partit Verd Escocés i el Partit Liberal Demòcrata es comprometeren a introduir tant el matrimoni per a parelles del mateix sexe com les unions civils per a les heterosexuals.
En les eleccions al parlament escocés de 2011 el Partit Nacional Escocés obtingué majoria absoluta, i va complir amb la promesa electoral iniciant un procés de consulta popular sobre la possibilitat de permetre el matrimoni entre persones del mateix sexe al país, el 3 de setembre de 2011.
El 4 de febrer de 2014 el parlament escocés aprovà la llei de matrimoni homosexual i unió civil. En canvi, el Parlament Britànic va aprovar-la a Irlanda del Nord el juliol del 2019, però no tingué efecte fins al 13 de gener del 2020. Així doncs, la primera unió homosexual del país tingué lloc l'11 de febrer del 2020.

## Reconeixement religiós
L'Església episcopal escocesa aprovà en el seu sínode de 2017 la celebració de matrimonis homosexuals dins de la seua comunitat, i esdevingué així la primera església britànica de tradició anglicana a celebrar noces entre parelles del mateix sexe.

## Territoris dependents del Regne Unit
A més dels quatre estats constituents del Regne Unit (Anglaterra, Gal·les, Escòcia i Belfast), es troben encara sota sobirania britànica les tres dependències de la corona i els 14 territoris britànics d'ultramar. Cadascú és independent en la majoria de qüestions internes, entre aquestes, la legislació sobre el matrimoni.
És legal el matrimoni entre persones del mateix sexe en les tres dependències de la corona (Guernsey, illa de Man i Jersey). La Batlia de Guernsey està composta per tres illes principals (Guernsey, Alderney i Sark). Aquests dos últims territoris han adquirit competències pròpies, com la seua llei de matrimoni; i per això la llei de Guernsey no l'aplica directament. Mentre que Alderney ha aprovat una llei específica que legalitza el matrimoni a l'illa; Sark encara no ha pres mesures sobre aquest tema.
Dels 14 territoris britànics d'ultramar, 4 (Acrotiri i Dhekelia, les Illes Gòrgies del Sud i Sandwich del Sud, el Territori Antàrtic Britànic i el Territori Britànic a l'oceà Índic) estan despoblats o només tenen població militar, per tant una llei d'aquest tipus no hi cal. Així i tot, és legal de iure el matrimoni entre persones del mateix sexe en tots.
Dels restants 10, quatre (Gibraltar, les Illes Malvines, les Illes Pitcairn i Santa Helena, Ascensió i Tristan da Cunha) han legalitzat el matrimoni igualitari després de modificar la seua llei en aquest aspecte per equiparar-la amb la d'Anglaterra i Gal·les.
Les respectives corts de Bermudes i les Illes Caiman han fallat a favor del matrimoni igualitari, i l'han legalitzat. El govern de les Illes Caiman, però, interposà una apel·lació a la Cort uns dies després de la legalització, a l'abril de 2019. La celebració de matrimonis de moment queda paralitzada fins que una nova resolució, prevista per a agost de 2019, s'hi produïsca.
En altres dos territoris (Anguilla i les Illes Verges Britàniques) no existeix el matrimoni entre persones del mateix sexe.
Als dos territoris d'ultramar restants (les Illes Turks i Caicos i Montserrat), el matrimoni igualitari és prohibit per les seues respectives constitucions.
Entre parèntesis s'indica la data d'entrada en vigor de la llei de matrimoni en les diferents dependències i territoris:
| - Batlia de Guernsey: - Alderney (14 de juny de 2018) - Guernsey (2 de maig de 2017) - Sark (no és legal) - Illa de Man (22 de juliol de 2016) - Jersey (1 de juliol de 2018) · - Acrotiri i Dhekelia (3 de juny de 2014) - Anguilla (no és legal) - Bermudes (23 de novembre de 2018) - Gibraltar (15 de desembre de 2016) - Illes Caiman (esperant resolució de la Cort) | - Illes Geòrgia del Sud i Sandwich del Sud (3 de juny de 2014) - Illes Malvines (29 d'abril de 2017) - Illes Pitcairn (14 de maig de 2015) - Illes Turk i Caicos (no és legal) - Illes Verges (no és legal) - Montserrat (no és legal) - Santa Helena, Ascensió i Tristan da Cunha: - Santa Helena (20 de desembre de 2017) - Illa Ascensió (1 de gener de 2017) - Tristan da Cunha (4 d'agost de 2017) - Territori Antàrtic Britànic (13 d'octubre de 2016) - Territori Britànic de l'oceà Índic (3 de juny de 2014) |